# Narcinops nelsoni
Narcinops nelsoni (лат.) — вид скатов из семейства нарциновых отряда электрических скатов. Это хрящевые рыбы, ведущие донный образ жизни, с крупными, уплощёнными грудными и брюшными плавниками в форме диска, выраженным хвостом и двумя спинными плавниками. Они способны генерировать электрический ток. Обитают в западной части Тихого океана на глубине до 540 м. Максимальная зарегистрированная длина 35 см.

## Таксономия
Впервые вид был научно описан в 2008 году под названием Narcine nelsoni. Он назван в честь Гаррета Йона Нельсона, советника Американского музея естественной истории, за его уникальный и значительный вклад в ихтиологию и сравнительную биологию.

## Ареал
Narcinops nelsoni обитают в западной части Тихого океана у северо-восточного побережья Австралии у берегов Квинсленда от Данк Айленда до Рокгемптона. Эти скаты встречаются у дна на внешнем крае континентального шельфа и в верхней части материкового склона на глубине от 140 до 540 м.

## Описание
У этих скатов широкие и закруглённые грудные плавники, образующие овальный диск. Имеются два спинных плавника и хвостовой плавник. Позади глаз имеются брызгальца. У основания грудных плавников перед глазами сквозь кожу проглядывают электрические парные органы в форме почек, которые тянутся вдоль тела до конца диска. Максимальная зарегистрированная длина 35 см.

## Биология
Narcinops nelsoni являются донными морскими рыбами. Они размножаются яйцеживорождением, эмбрионы вылупляются из яиц в утробе матери и питаются желтком и гистотрофом. Самцы и самки достигают половой зрелости при длине 20—25 см.

## Взаимодействие с человеком
Эти скаты не представляют интереса для коммерческого рыбного промысла. Международный союз охраны природы присвоил этому виду статус сохранности «Вызывающий наименьшие опасения».